# Sakudabeli
Sakudabeli (en georgiano: საყუდაბელი) es un pueblo de Georgia ubicado en el centro de la región de Mesjetia-Yavajetia, siendo parte del municipio de Aspindza.

## Geografía
Sakudabeli se encuentra en el valle del río Kurá, a 9 km de Aspindza.  

## Demografía
La evolución demográfica de Sakudabeli entre 2002 y 2014 fue la siguiente:
| 180                                             | 154 |
| (Fuente: Population of Georgia in Soviet times) |     |

Según el censo de 2014, el 100% de la población son georgianos.

## Infraestructura

### Arquitectura, monumentos y lugares de interés
En el pueblo hay un complejo de cuevas de los siglos XII-XIII, ruinas de un monasterio como el de Vardzia. En las cercanías del pueblo también hay un varneti poblado.